# Quartetto per archi n. 4 (Beethoven)
Il Quartetto per archi n. 4 in Do minore, op.18, è una composizione di Ludwig van Beethoven scritta tra il 1799 e il 1800 e pubblicata nel 1801.

## Storia
Il brano fu composto nel 1799. Cronologicamente, nel complesso dei sei quartetti che costituiscono l'op.18, si presume sia in realtà il penultimo ad esser stato scritto; il numero "4" che lo contraddistingue deriva dall'ordine in cui furono stampati i quartetti. L'ordine esatto in cui furono composti i sei quartetti non è del tutto certo, dato che gli originali autografi sono andati perduti, tuttavia si può dedurre dai quaderni di appunti.
Nel caso di questo quartetto, l'assenza di appunti nei quaderni di Beethoven fa ritenere che sia stato composto nel periodo in cui il compositore viveva ancora a Bonn. Non si esclude la possibilità che eventuali appunti scritti per questo pezzo possano essere andati perduti.
Il quartetto fu pubblicato nel 1801.

## Movimenti

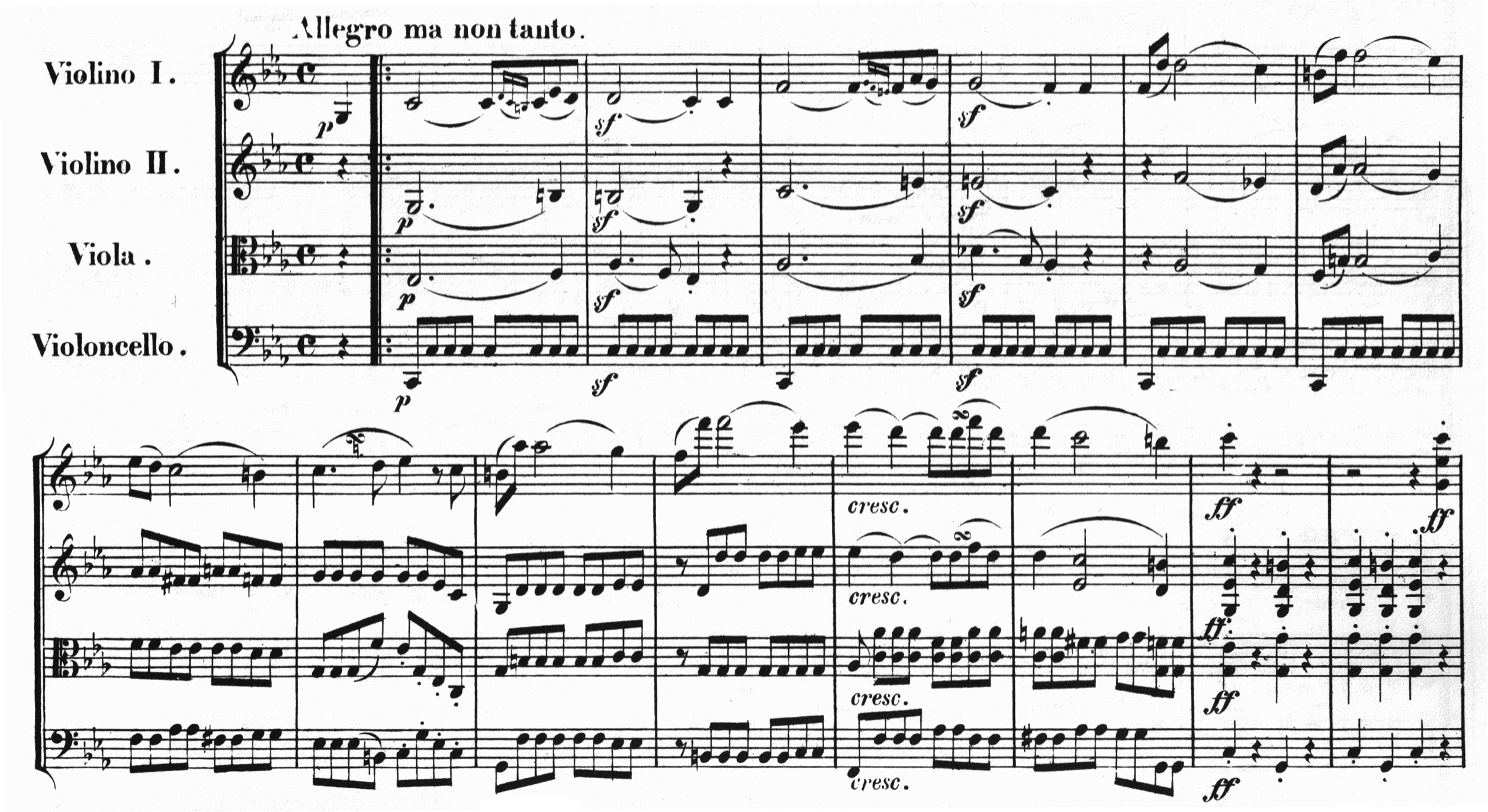
L'inizio del primo movimento.

Il quartetto è composto da quattro movimenti:
1. Allegro ma non tanto (Do minore)
2. Scherzo. Andante scherzoso quasi Allegro (Do maggiore)
3. Menuetto. Allegretto  (Do minore)
4. Allegro - Prestissimo (Do minore)

## Accoglienza
Dopo la pubblicazione dell'intera op.18, il compositore Jan Emanuel Doležálek dichiarò che gli erano piaciuti solo i quartetti no.2 e no.4, al che, secondo il biografo Alexander Wheelock Thayer, Beethoven replicò:
(Ludwig van Beethoven)